# Crocallis juncta
Crocallis juncta är en fjärilsart som beskrevs av Schille 1918. Crocallis juncta ingår i släktet Crocallis och familjen mätare. Inga underarter finns listade i Catalogue of Life.